# Rue de Cicé
La rue de Cicé est une voie située dans le quartier Notre-Dame-des-Champs du 6e arrondissement de Paris, en France.

## Situation et accès
La rue de Cicé est accessible à proximité par la ligne 4 à la station Vavin.

## Origine du nom

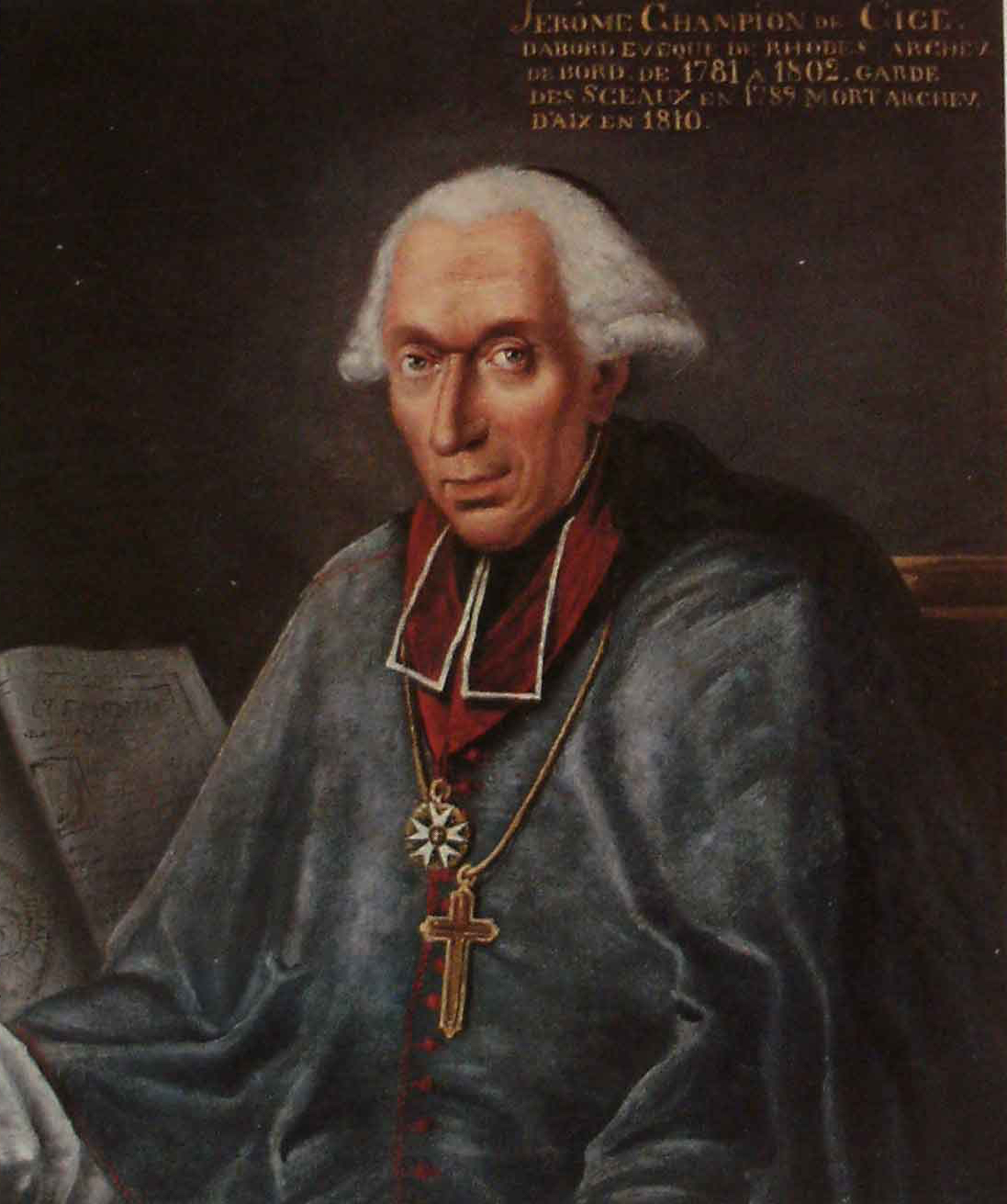
Jérôme Champion de Cicé.

Elle porte le nom de Jérôme Champion de Cicé (1735-1810), homme d’Église et homme politique français du XVIIIe siècle.

## Historique
La voie a été ouverte en 1867 comme rue du pourtour de l'église Notre-Dame-des-Champs sous le nom de « rue au chevet de l'Église Notre-Dame-des-Champs » et prend le nom de « rue Lacordaire » en 1873 du nom d'Henri Lacordaire (1802-1861), prédicateur dominicain. 
Elle prend son nom actuel par décret 10 novembre 1877 et est achevée en 1898.

## Bâtiments remarquables et lieux de mémoire
- Le chevet de l'église Notre-Dame-des-Champs donne sur la rue.
- Un des accès au square Ozanam.